# Josep Garreta i Viles
Josep Garreta i Viles (Barcelona, 22 de novembre del 1941 - L'Hospitalet de Llobregat, 1 de gener de 2015) fou un futbolista i entrenador de futbol català. Fill de Josep Garreta i Sabadell, jugador del R.C.D Espanyol la temporada 32/33. Destacà pel seu bon joc en defensa, i fou reconegut a la temporada 63/64.

## Biografia
Començà a jugar a futbol a la Peña Ahrón, amb 15 anys. Si bé l'any següent passà al juvenil del FC Barcelona i està allà tres temporades. Posteriorment ingressà a la Unió Esportiva Sant Andreu on guanyà la titularitat en defensa. L'any següent fou cridat per L'Hospitalet pel preparador Mario Anchisi.
Després del servei militar debutà a l'Arbúcies i, posteriorment al Tossa on va mostrar una gran regularitat i donà estabilitat a l'equip. En aquella temporada fou reconegut com a millor defensa.
Poc després es va dedicar a ser entrenador d'equips regionals, destacant L'Hospitalet.